# Hypocala moorei
Hypocala moorei är en fjärilsart som beskrevs av Butler 1892. Hypocala moorei ingår i släktet Hypocala och familjen nattflyn. Inga underarter finns listade i Catalogue of Life.